# Gamla kyrkogården
Le Gamla kyrkogården, toponyme suédois signifiant littéralement en français « vieux cimetière », est un cimetière de Suède qui se trouve à Malmö et qui accueille les sépultures de nombreuses personnalités. Créé en 1820, il est inauguré en 1822 sous le nom de « nouveau cimetière ».
Il se trouve juste au sud-ouest de la vieille-ville de Malmö et à l'angle sud-est du parc entourant la forteresse médiévale, au sud du port. En 1870, l'Östra kyrkogården, un nouveau cimetière, est créé à l'est de la ville et le Gamla kyrkogården est alors rebaptisé avec son nom actuel.
Une sculpture de Carl Milles, Dieu Père de l'arc de ciel, est placée au centre du cimetière ; elle mesure environ trois mètres de haut.

## Liste des personnalités inhumées
- Einar Bager (sv) (1887-1990), artiste et historien
- Son Canon (1774-1837), directeur de prison[4]
- Mauritz Clairfelt (sv) (1780-1841), général
- Bernhard Cronholm (sv) (1813-1871), chimiste et journaliste
- Johan Cronquist (1866-1921), médecin, fondateur de l’Hôpital de Flensburg[5]
- Johan Henrik Dieden (sv) (1840-1923), personnalité politique
- Thomas Frick (1787-1867), homme d’affaires[6]
- Johan Niklas Hoffman (1772-1856), juge
- Georg af Klercker (sv) (1877-1951), acteur, scénariste[7]
- Frans Henrik Kockum (sv) (1878-1941), industriel
- Sigurd Lewerentz (1885-1975), architecte
- Gustaf Rydberg (1835-1933), peintre paysagiste
- Axel P. Sjöberg (1839-1913), industriel [8]
- Frans Suell (sv) (1744-1817), homme d’affaires
- Gustaf Wolke (1880-1926), industriel [9]
- Nils Werngren (sv) (1815-1897), capitaine de mer et explorateur

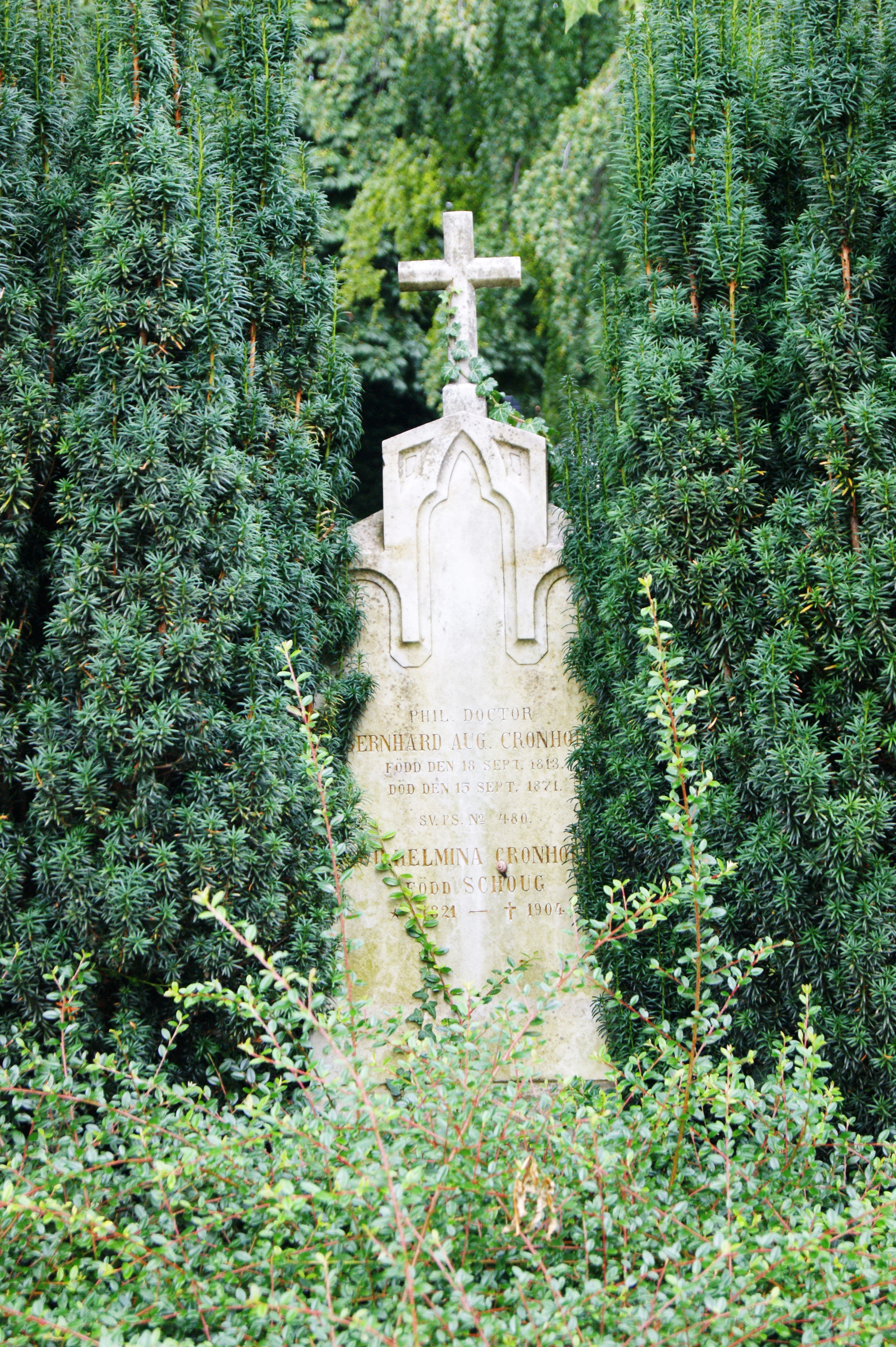
Bernhard Cronholm
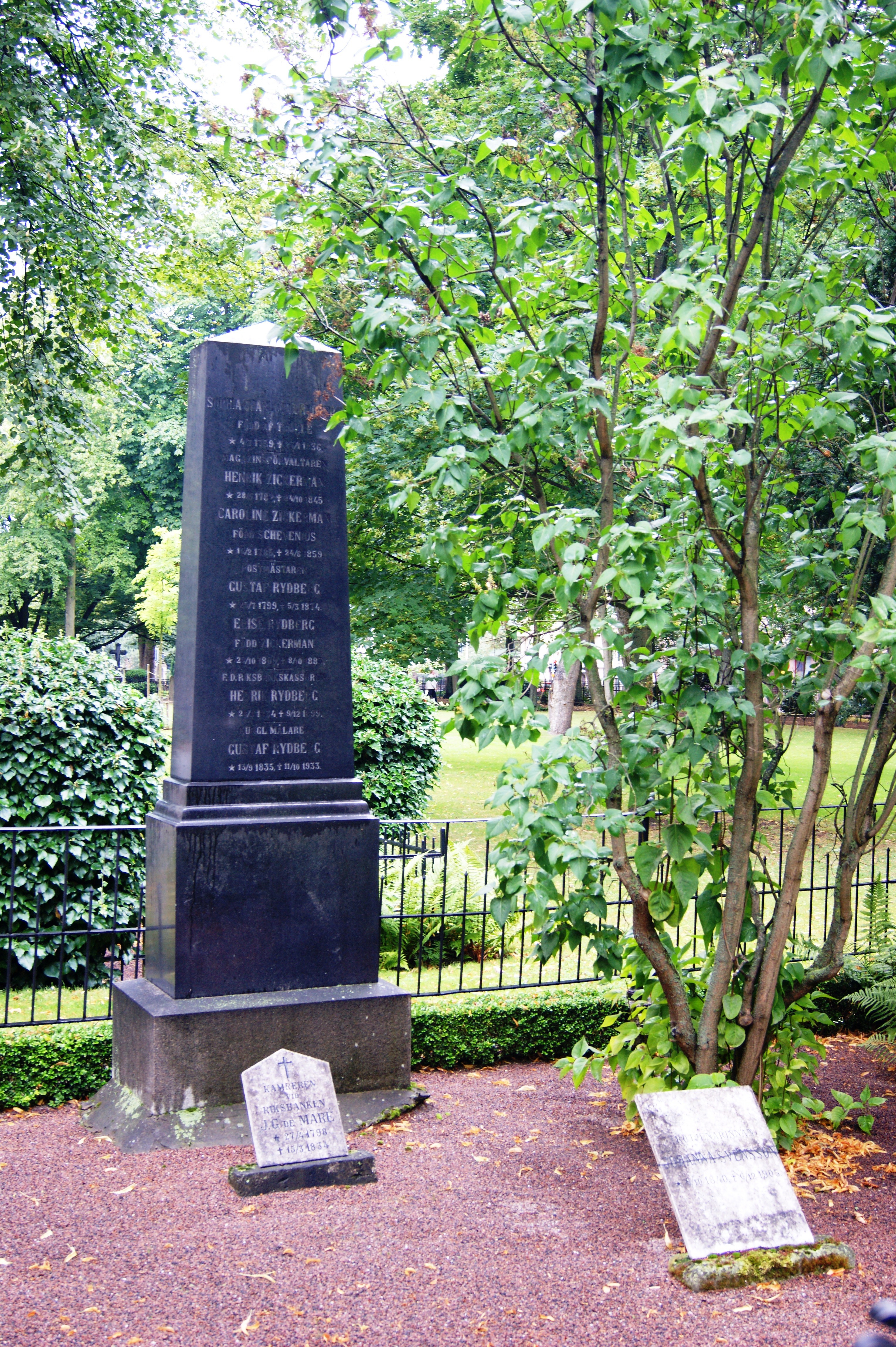
Gustaf Rydberg
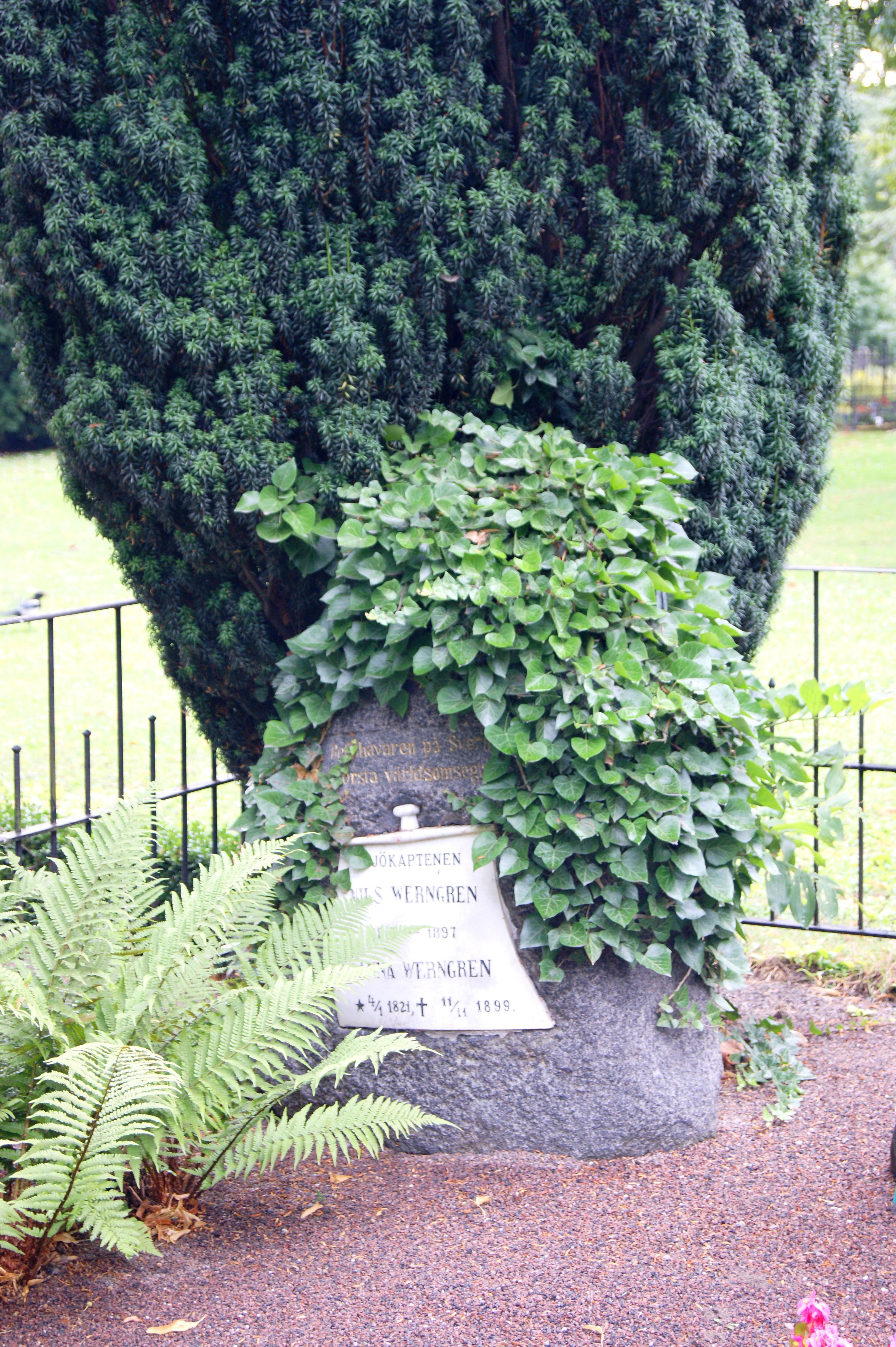
Nils Werngren
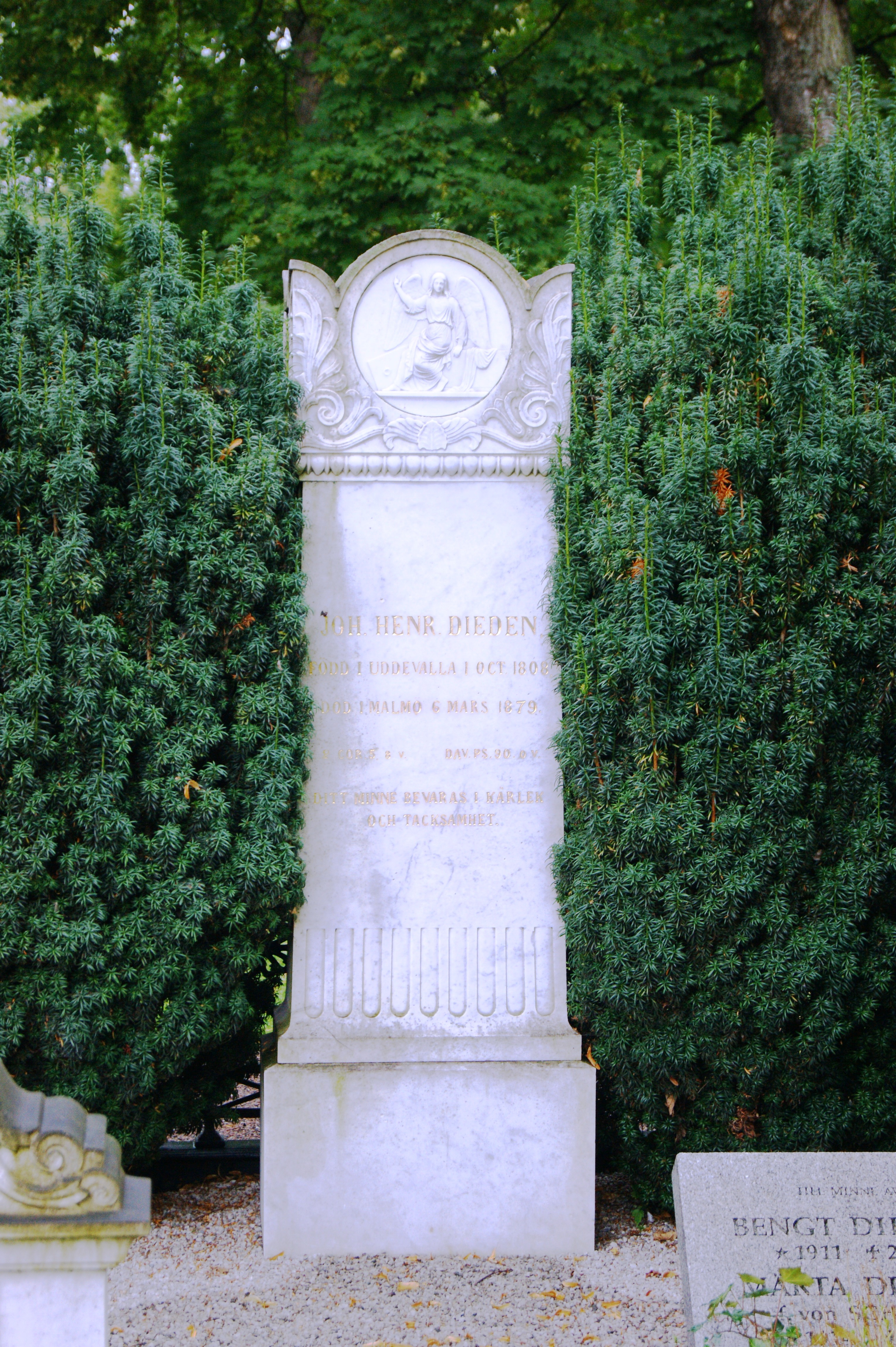
Johan Henrik Dieden